# Basalys erythropus
Basalys erythropus är en stekelart som beskrevs av Jean-Jacques Kieffer 1911. Basalys erythropus ingår i släktet Basalys, och familjen hyllhornsteklar. Arten är reproducerande i Sverige.